# Classe Polnocny
Le unità navali progetto 770 - (codice NATO: Polnocny o Polnocny A; russo: Средние десантные корабли проектов 770; traslitterato: Srednie Desantnye Korabli Proektov 770) sono delle navi da sbarco medie (russo: Средние десантные корабли; traslitterato: Srednie Desantnye Korabli) del periodo della Guerra Fredda realizzate in Polonia, simili alle LST della Seconda guerra mondiale. La prima nave di tipo entrò in servizio nel 1967. le Polnocny sono state realizzate in tre versioni progressivamente ingrandite e migliorate con il progetto 771 (Polnocny B), con il progetto 773 (Polnocny C), prodotte tra il 1963 e il 1973 per un totale di 107 navi costruite di tutte le versioni, 106 in versione nave da sbarco e una in versione nave comando.
Le Polnocny A prodotte tra il 1963 e il 1968 avevano una capacità di 6 carri o 180 tonnellate e 100 uomini.
Le Polnocny B prodotte tra il 1968 e il 1970 avevano una capacità di 8 carri o 180 tonnellate e 150 uomini.
Le Polnocny C prodotte tra il 1970 e il 1973 avevano una capacità di 8 carri o 250 tonnellate e 180 uomini.

## Storia
Il progetto di queste navi da sbarco di medie dimensioni venne sviluppato negli anni cinquanta e realizzate a partire dai primi anni sessanta dal cantiere Nord (polacco: Stocznia Północna) di Danzica con la designazione Progetto 770. La classe in occidente era denominata Polnocny dal nome del cantiere di costruzione. I lavori furono eseguiti in stretta collaborazione con la marina sovietica, che doveva essere il principale destinatario delle unità costruite. Il compito principale delle nuove navi doveva essere il coinvolgimento nell'attacco alle coste dei paesi dell'Europa occidentale, dove avrebbero dovuto trasportare principalmente veicoli corazzati verso la costa. Oltre all'Unione Sovietica, i principali destinatari di queste unità navali erano la Polonia (23 unità), così come le flotte degli stati alleati dell'URSS in Europa, in Asia e in Africa. La Marina Indiana ha acquisito due unità del tipo Polnocny-A dalla Marina Polacca ed ha poi ordinato altre otto unità in due lotti di quattro unità, entrate in servizio rispettivamente a metà anni settanta del tipo Polnocny-C e a metà degli anni ottanta denominate Classe Kumbhir o progetto 773U o anche Polnocny-D, che a differenza delle altre dispongono di una piattaforma per decollo e atterraggio di un elicottero HAL Chetak. Sulla base del progetto 773 Polnocny-C è stata costruita inoltre per la Marina polacca una nave d'assalto anfibio trasformata in nave comando entrata in servizio nel 1973 denominata Progetto 776 ORP "Grunwald" che poteva trasportare un veicolo corazzato.
Le ultime navi della serie sono state realizzate nel cantiere navale di Gdynia, dove nel 2002 è stata costruita per lo Yemen un'unità navale del tipo NS-722, anche questa con una piattaforma per decollo e atterraggio di un elicottero, che è l'ultima versione delle navi costruite in precedenza.

## Caratteristiche
Le Polnocny hanno avuto un armamento con 2 30mm binati AK-230, e altre armi come lanciarazzi BM-14. Il Modello C ha una torre binata AK-257 da 57/80mm. Lo scafo è molto adatto allo sbarco, con una marcata inclinazione prodiera per lo scarico sulle spiagge dei mezzi dalla solita portiera a 2 ante, incernierata sui fianchi verticalmente.
Le sovrastrutture sono assai grandi, con una lunghezza che copre tutta la parte centrale e poppiera del ponte di coperta, mentre un unico albero è sistemato dietro al plancia per radar di ricerca e navigazione.

## Varianti
Le Polnocny omprendono varie sottoclassi:
- Polnocny-A (Progetto 770) (46 navi):

Dislocamento: 800 tonnellate
Lunghezza: 73 m
Velocità: 19 nodi (35 km/h)
- Polnocny-B (Progetto 771) (36 navi):

Dislocamento: 834 tonnellate
Lunghezza: 73 m
Velocità: 18 nodi (33 km/h)
- Polnocny-C (Progetto 773) (24 navi)

Dislocamento: 1150 tonnellate
Lunghezza: 81.3 m
Velocità: 18 nodi (33 km/h)

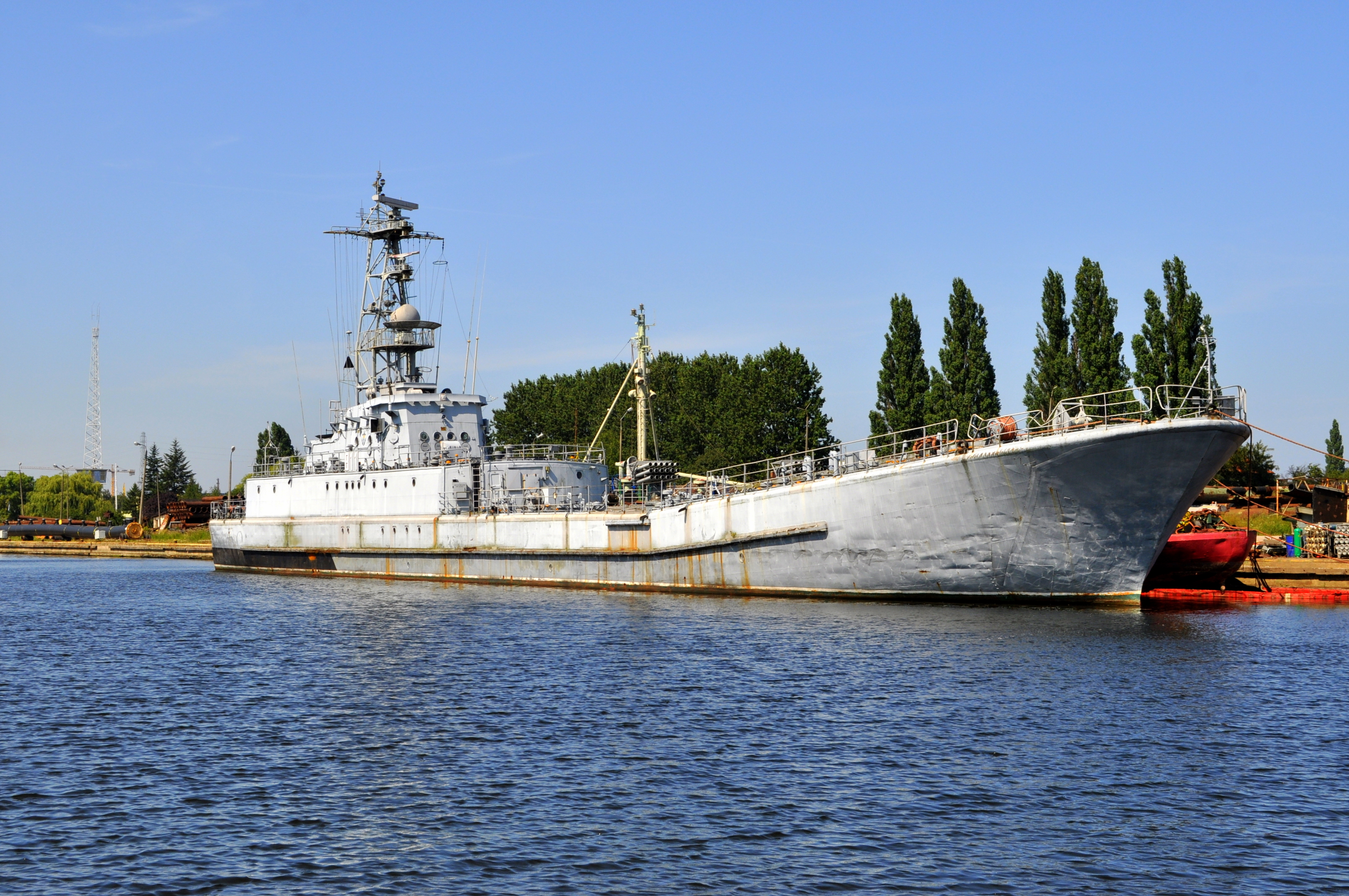
Nave comando ORP "Grunwald" in disarmo ormeggiato a Danzica

- Polnocny-C Modificato (Progetto 776) Nave comando d'assalto anfibio (1 nave - ORP Grunwald)

Dislocamento: 1253 tonnellate
Lunghezza: 81.3 m
Velocità: 18 nodi (33 km/h)
- Polnocny-D (Progetto 773U) (4 navi)

Dislocamento: 1233 tonnellate
Lunghezza: 81.3 m
Velocità: 16 nodi (30 km/h)
Mezzi aerei: 1 piattaforma per elicotteri
- NS-722 (1 nave costruita nel 2002)

Dislocamento: 1,410 tonnellate
Lunghezza: 88.7 m
Velocità: 17 nodi (31 km/h)
Mezzi aerei: 1 piattaforma per elicotteri

## Servizio
Costruite in grandi quantità, le navi della classe Polnocny erano un tempo il pilastro delle forze anfibie sovietiche e conferivano alla fanteria navale sovietica un'efficace capacità di proiezione. Le navi sono state progressivamente eliminate in favore degli Hovercraft classe Zubr, ma alune navi della classe srimangono in servizio nella Marina russa.
Le Polnocny sono in servizio nelle seguenti marine militari:
- Marinha de Guerra Angolana - 3 navi, radiate negli anni 1990.
- Forces navales algériennes  - 1 Polnocny-B
- Azərbaycan hərbi dəniz qüvvələri - 2 Polnocny-A e 2 Polnocny-B
- Voennomorski sili na Bălgarija - 2 Polnocny-A (1 ritirata dal servizio, 1 operativa[1])
- Al-Quwwāt al-Baḥriyya al-Miṣriyya - 3 Polnocny-A
- Indian Navy - 4 Polnocny-D
- Marina militare libica - 2 Polnocny-C[2][3][4]
- Voenno-morskoj flot - 6 Polnocny-B
- Al-Bahriyya al-'Arabiyya al-Sūriyya - 3 Polnocny-B
- Marina militare ucraina- 1 Polnocny-C
- Hải quân nhân dân Việt Nam - 3 Polnocny-B
- Marina militare yemenita - 1 NS-722[5][6]

Le Polnocny sono state in servizio anche nelle marine dei seguenti paesi:
- Marina de Guerra Revolucionaria
- Etiopia
- Al-Bahriyya al-'Irāqiyya
- Marynarka Wojenna
- Marina militare somala
- Voenno-morskoj flot